# 山下勝充
山下 勝充（やました かつみ、本名：山下 勝己（読み同じ）、1977年5月19日 - ）は、大阪府八尾市出身の元プロ野球選手（内野手、右投右打）・コーチ。現在は東北楽天ゴールデンイーグルスのスカウト。

## 経歴

### プロ入り前
小学4年時に二人の兄の影響で本格的にソフトボールを始める。六年生次にボーイズリーグ「八尾フレンド」に入部し、三塁手として全国大会優勝、中学時代には全国大会ベスト4進出。近大附属高校へ進学。甲子園出場はなし。
高校卒業後は近畿大学へ進学。2年時に二岡智宏、藤井彰人らと共に史上初のアマチュア五冠（春のリーグ戦、秋のリーグ戦、大学選手権、明治神宮大会、全日本アマチュア野球王座決定戦の五大会で優勝）を達成。2年と3年の春にベストナインを受賞。リーグ通算66試合に出場し、221打数61安打、打率.276、1本塁打、43打点。

### 近鉄時代
1999年のドラフト会議にて、大阪近鉄バファローズより4位指名を受けて入団。 
2000年、オープン戦で本塁打を放つなどの活躍を見せ、オープン戦のプロ野球サントリーカップ優秀新人賞を受賞。当時ファーストを守っていた吉岡雄二がオープン戦で負傷したため4月1日のオリックス戦に8番一塁手としてプロ初出場。5月7日のダイエー戦で篠原貴行から初本塁打を記録する。しかしその後打率は1割台と低迷し二軍落ちとなる。同シーズンの一軍出場67試合は山下の最高試合出場数となっている。翌年は一軍出場二試合、翌々年は一軍出場ゼロに終わる。
2003年、監督の梨田昌孝から、下山真二とともに「下山下コンビ」と命名され期待を受ける。
2004年、ウエスタン・リーグで三冠王（打率.361、19本塁打、出塁率.445）を獲得するが、一軍22試合出場、打率.171。一軍では結果を残すことができないまま、シーズン終了後、球団合併に伴う分配ドラフトを経て東北楽天ゴールデンイーグルスへ移籍する。

### 楽天時代
2005年の春季キャンプ中に行われた球団初の紅白戦では四番に入り、初打席に本塁打を放った。その後も好調を維持し開幕一軍を果たし、守備固めとして4試合に出場したが3月30日には二軍降格し、一軍出場9試合に終わった。二軍ではチームトップの12本塁打を打って長打力を発揮し、守備でも一塁手52試合、三塁手37試合、二塁手14試合、遊撃手7試合を守った。シーズン途中に両親からの提案を受けて登録名を変更。「勝己」から「勝充」とした。
2006年は打撃好調で、三塁手として開幕一軍を果たしたが、4月10日に二軍降格。5月6日に一軍昇格となるが、5月29日の試合で、一塁にヘッドスライディングを試みた際に左手の中指を骨折し戦線離脱。8月6日に復帰し代打で押し出しの四球を選んで打点を挙げたが、9月1日には再び二軍降格しそのままシーズンを終えた。一軍では6年ぶりの100打席以上を経験し、打率.278とまずまずの成績を残したが、怪我に泣かされる一年となった。
同年、二軍では打率.341、13本塁打、長打率.715の成績で、竹原直隆（ロッテ）と並んでイースタン・リーグ本塁打王を受賞した（竹原は82試合出場、山下は35試合出場）。近鉄時代にもウエスタン・リーグで最多本塁打賞を受賞しているため史上二人目のイ、ウ両リーグ本塁打王となる（史上初は河野亮）。外野守備も1試合だけ経験した。
2007年は一軍出場なし。二軍では44試合で打率.296、1本塁打を記録した。三塁手のライバルが多く、出場機会を増やすために二軍では二塁手での出場のほうが多かった。しかし二塁で6失策、三塁で5失策、一塁で2失策と守備で精彩を欠いた。
2008年、4月11日のオリックス戦で延長10回に代打で登場し、チームの連敗を止めるサヨナラヒットを放ち自身初のお立ち台に上った。5月6日のソフトバンク戦では、一軍では8年ぶりとなる本塁打を記録したものの、シーズン終了後の11月7日に戦力外通告を受けた。その直後に行なわれた12球団合同トライアウトに参加。ヤクルトが獲得を検討しているという報道もあったが、獲得する球団は無く現役を引退。

### 引退後
2009年、四国・九州アイランドリーグの福岡レッドワーブラーズコーチに就任。この年限りでチームがリーグ参加を休止したため、1年で退団。
2010年からは楽天の球団職員となり、ジュニアコーチを務めていたが、2013年より同球団の中四国担当スカウトに就任した。担当した選手は安樂智大、近藤弘樹、引地秀一郎、宮森智志など。

## 詳細情報

### 年度別打撃成績
| 年 度     | 球 団     | 試 合 | 打 席 | 打 数 | 得 点 | 安 打 | 二 塁 打 | 三 塁 打 | 本 塁 打 | 塁 打 | 打 点 | 盗 塁 | 盗 塁 死 | 犠 打 | 犠 飛 | 四 球 | 敬 遠 | 死 球 | 三 振 | 併 殺 打 | 打 率 | 出 塁 率 | 長 打 率 | O P S |
| --------- | --------- | ----- | ----- | ----- | ----- | ----- | -------- | -------- | -------- | ----- | ----- | ----- | -------- | ----- | ----- | ----- | ----- | ----- | ----- | -------- | ----- | -------- | -------- | ----- |
| 2000      | 近鉄      | 67    | 126   | 107   | 8     | 16    | 4        | 0        | 1        | 23    | 5     | 0     | 2        | 7     | 1     | 10    | 0     | 1     | 26    | 3        | .150  | .227     | .215     | .442  |
| 2001      | 近鉄      | 2     | 1     | 0     | 0     | 0     | 0        | 0        | 0        | 0     | 0     | 0     | 0        | 0     | 0     | 0     | 0     | 1     | 0     | 0        | ----  | 1.000    | ----     | ----  |
| 2003      | 近鉄      | 24    | 62    | 57    | 4     | 15    | 5        | 0        | 0        | 20    | 5     | 2     | 0        | 0     | 0     | 5     | 0     | 0     | 13    | 2        | .263  | .323     | .351     | .673  |
| 2004      | 近鉄      | 22    | 44    | 41    | 4     | 7     | 1        | 0        | 0        | 8     | 1     | 0     | 0        | 1     | 0     | 1     | 0     | 1     | 15    | 1        | .171  | .209     | .195     | .404  |
| 2005      | 楽天      | 9     | 6     | 6     | 0     | 1     | 0        | 0        | 0        | 1     | 0     | 0     | 0        | 0     | 0     | 0     | 0     | 0     | 5     | 0        | .167  | .167     | .167     | .334  |
| 2006      | 楽天      | 39    | 101   | 90    | 9     | 25    | 8        | 0        | 0        | 33    | 9     | 3     | 1        | 2     | 1     | 8     | 0     | 0     | 26    | 1        | .278  | .333     | .367     | .700  |
| 2008      | 楽天      | 33    | 86    | 78    | 13    | 20    | 3        | 0        | 1        | 26    | 9     | 0     | 0        | 1     | 0     | 6     | 0     | 1     | 19    | 3        | .256  | .318     | .333     | .651  |
| 通算：7年 | 通算：7年 | 196   | 426   | 379   | 38    | 84    | 21       | 0        | 2        | 111   | 29    | 5     | 3        | 11    | 2     | 30    | 0     | 4     | 104   | 10       | .222  | .284     | .293     | .577  |

### 記録
- 初出場・初先発出場：2000年4月1日、対オリックス・ブルーウェーブ1回戦（グリーンスタジアム神戸）、8番・一塁手として出場
- 初安打：2000年4月2日、対オリックス・ブルーウェーブ2回戦（グリーンスタジアム神戸）、4回表に金田政彦から二塁内野安打
- 初打点：2000年4月11日、対日本ハムファイターズ1回戦（東京ドーム）、4回表にケビン・オーミーから中前適時打
- 初本塁打：2000年5月7日、対福岡ダイエーホークス8回戦（大阪ドーム）、8回裏に篠原貴行から左越ソロ
- 初盗塁：2003年4月13日、対日本ハムファイターズ2回戦（大阪ドーム）、7回裏に二盗（投手：山口弘佑、捕手：髙橋信二）

### 背番号
- 38 （2000年 - 2008年）
- 88 （2009年）

### 登録名
- 山下 勝己 （やました かつみ、2000年 - 2005年途中）
- 山下 勝充 （やました かつみ、2005年途中 - 2008年）